# Ubuntu Tweak
Ubuntu Tweak是一款由MICE于2007年7月开始开发的Ubuntu系统配置工具。支持多国语言。该软件基于Ubuntu平台开发，使用GTK+作为开发语言，GPL 2协议授权使用。

## Ubuntu Tweak简介
Ubuntu Tweak工具主要提供以下四个大功能：
- 系统信息概览
- 部分系统功能调整
- 部分系统管理
- 清道夫（系统文件清理）